# FIFA év játékosa 2001
A nőknél először szavaztatták meg ezt a díjat. Első alkalommal az amerikai Mia Hamm nyerte el. A férfiaknál a portugál Luis Figo csak 12 ponttal előzte meg a második helyezett David Beckhamet.

## Férfiak
| #  | Játékos                 | Pont | Csapat(ok)              |
| -- | ----------------------- | ---- | ----------------------- |
| 1  | Luis Figo               | 250  | Real Madrid             |
| 2  | David Beckham           | 238  | Manchester United       |
| 3  | Raúl                    | 96   | Real Madrid             |
| 4  | Zinédine Zidane         | 94   | Juventus Real Madrid    |
| 5  | Rivaldo                 | 92   | FC Barcelona            |
| 6  | Verón                   | 71   | Lazio Manchester United |
| 7  | Oliver Kahn             | 65   | Bayern München          |
| 8  | Michael Owen            | 61   | Liverpool               |
| 9  | Andrij Sevcsenko        | 46   | AC Milan                |
| 10 | Francesco Totti         | 40   | AS Roma                 |
| 11 | Thierry Henry           | 15   | Arsenal                 |
| 12 | Rui Costa               | 14   | Fiorentina AC Milan     |
| 13 | Patrick Vieira          | 13   | Arsenal                 |
| 14 | Henrik Larsson          | 9    | Celtic FC               |
| 15 | Roberto Carlos da Silva | 8    | Real Madrid             |

## Nők
| #  | Játékos          | Pont |
| -- | ---------------- | ---- |
| 1  | Mia Hamm         | 154  |
| 2  | Tiffeny Milbrett | 79   |
| 3  | Szun Ven         | 47   |
| 4  | Birgit Prinz     | 40   |
| 5  | Doris Fitschen   | 37   |
| 6  | Sissi            | 35   |
| 7  | Hanna Ljungberg  | 29   |
| 8  | Bettina Wiegmann | 17   |
| 9  | Hege Riise       | 16   |
| 10 | Dagny Mellgren   | 13   |
| 11 | Brandi Chastain  | 11   |
| 12 | Claudia Müller   | 10   |